# Звезда Людвига
Звезда Людвига (лат. Sidus Ludoviciana) — звезда в циркумполярном созвездии Большая Медведица в астеризме Большой Ковш. Звезда имеет видимую звёздную величину +7.58m, и, согласно шкале Бортля, видна невооружённым глазом на идеально-тёмном небе (англ. Excellent dark-sky site). Сама звезда лежит на полпути между Мицаром и Алькором. «Звезда Людвига» на небосводе, действительно, лежит рядом с Мицаром и Алькором (со спектральным классом, подобным последнему), однако, в систему Мицар-Алькор она не входит, находясь, приблизительно, в четыре раза дальше (300 св. лет против 78 св. лет).
Из измерений параллакса, полученных во время миссии Gaia, известно, что звезда удалена примерно на 300,5 св. лет (92,1 пк) от Земли. Звезда наблюдается севернее 36° ю. ш., то есть видна практически на всей территории обитаемой Земли, за исключением приполярных областей Антарктиды, а также южных областей Чили, Аргентины, Африки и Австралии. Лучшее время наблюдения — апрель.

## История открытия
16 ноября 1616 года Бенедетто Кастелли, друг и ученик Галилея, направил ему письмо. В нём он описывал свои наблюдения «звезды, видимой только с помощью телескопа, вблизи Мицара». Он также измерил её видимую величину, которая показала, что звезда имеет яркость восьмой величины, и приложил к письму рисунок звёздного неба. Кастелли настаивал на том, что звезда немного отошла от позиции, зафиксированной прошлым летом в резиденции Галилея во Флоренции, Беллосгардо.
2 декабря 1722 года Иоганн Либкнехт наблюдал эту звезду через шестифутовый (183 см) телескоп астрономической обсерватории Гисенского университета в Гиссене (Германия). Ему показалось, что он увидел собственное движение небесного тела и решил, что открыл новую планету, которую назвал Звезда Людвига (лат. Sidus Ludoviciana) в честь ректора и основателя университета Людвига V (ландграфа Гессен-Дармштадтского между 1596 и 1626 годами). Но, учитывая что предполагаемый объект находится очень далеко от эклиптики, а также после тщательной проверки, был сделан вывод, что это не может быть новая планета. Вместо славы он получил массу критики от своих коллег.

## Свойства звезды
«Звезда Людвига» — это белый/жёлто-белый гигант спектрального класса A8III/F0III, что указывает на то, что водород в ядре звезды уже закончился и звезда сошла с главной последовательности, также спектр звезды показывает, что звезда лежит на границе спектральных классов A и F.
Радиус, измеренный во время миссии Gaia, оказался не очень велик для гиганта и он равен 1,61 {\displaystyle R_{\bigodot }}. Тоже можно сказать и о светимости звезды, которая равна 6,159 {\displaystyle L_{\bigodot }}. Температура звезды также была измерена во время миссии Gaia и она оказалась равна 7167 K, что будет придавать ей характерный белый цвет звезды, лежащей на границе спектральных классов A/F и делать её источником ультрафиолетового излучения. Для того чтобы планета, аналогичная нашей Земле, получала примерно столько же энергии, сколько она получает от Солнца, её надо было бы поместить на расстоянии 2,48 а.е., то есть примерно в ту точку, где Солнечной системе находится Пояс астероидов. Причём с такого расстояния, «Звезда Людвига» выглядела бы на 1/3 меньше нашего Солнца, каким мы его видим с Земли — 0,35° (угловой диаметр нашего Солнца — 0,5°).